# Comuni dello stato di Sinaloa
Lo Stato messicano di Sinaloa si divide amministrativamente in 18 comuni:
| Comuni dello Stato di Sinaloa |             |                      |     |                   |                  |
|                               |             |                      |     |                   |                  |
|                               | Municipio   | Capoluogo            |     | Municipio         | Capoluogo        |
| 001                           | Ahome       | Los Mochis           | 010 | El Fuerte         | El Fuerte        |
| 002                           | Angostura   | Angostura            | 011 | Guasave           | Guasave          |
| 003                           | Badiraguato | Badiraguato          | 012 | Mazatlán          | Mazatlán         |
| 004                           | Concordia   | Concordia            | 013 | Mocorito          | Mocorito         |
| 005                           | Cosalá      | Cosalá               | 014 | Rosario           | El Rosario       |
| 006                           | Culiacán    | Culiacán Rosales     | 015 | Salvador Alvarado | Guamúchil        |
| 007                           | Choix       | Choix                | 016 | San Ignacio       | San Ignacio      |
| 008                           | Elota       | La Cruz de Elota     | 017 | Sinaloa           | Sinaloa de Leyva |
| 009                           | Escuinapa   | Escuinapa de Hidalgo | 018 | Navolato          | Navolato         |